# Kisenergiájú ion-gyűrű

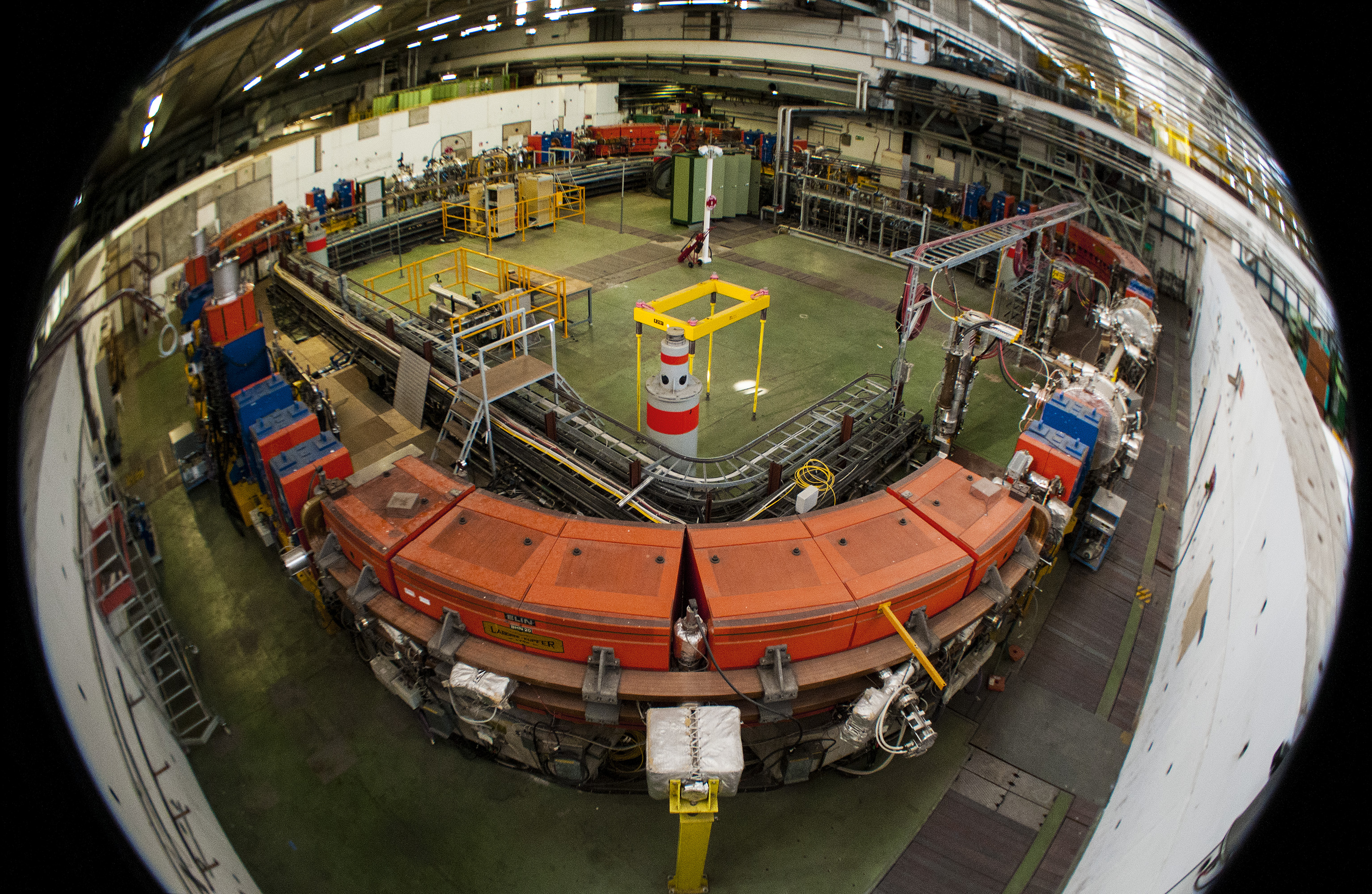
Low Energy Ion Ring particle accelerator a CERN

A jelöletlen LEIR az ábrán a Linac 3-tól jobbra, a PS alatt az LHC előgyorsítórendszerében

A Kisenergiájú ion-gyűrű (LEIR: Low Energy Ion Ring) a CERN-ben az LHC előgyorsítórendszerének tagjaként nehézionokat gyűjt a Linac 3-ból és rendez sűrű bolyokba, majd ad tovább a Protonszinkrotronnak (PS), amelyekkel elegendően nagy ütközési gyakoriság érhető el gyorsítás után az LHC-ben.

## Építése
A Linac 3-mal, ha azt a protonnyalábok előállításához hasonlóan használják ionnyalábok előállítására, akkor a későbbi LHC által megkívánt nyalábintenzitásnak csak az 1/30-a lett volna elérhető. Ezért már 1993-ban javasolták, hogy az akkor még működő kisenergiájú antiproton-gyűrűt (LEAR) a jövőben alakítsák át iongyűrűvé (LEIR). A LEAR-t 1996-ban állították le, az átalakítási munkák 2003-ban kezdődtek meg. 2005-ben ment benne körbe az első ionnyaláb, 2006-ban adta át az első ionokat a PS-nek, 2007-ben már tovább az SPS-nek is, és 2010-től üzemszerűen tovább az LHC-nek is. 

## Alkalmazása
A LEIR a Linac 3 egy hosszú ionpulzusát négy rövidebb bolyra vágja, amelyek mindegyike körülbelül 2,2×108 ólomionból áll. Ezután 2,5 másodperc szükséges ahhoz, hogy az ionbolyok 4,2 MeV/u-ról 72 MeV/u-ra gyorsuljanak, majd kettes csoportokban átkerülnek a PS-be tárolás céljából. Az LHC 592 bolyt használ ionnyalábonként, ezért a LEIR 10 perc alatt tudja előállítani a szükséges mennyiséget egy teljes betöltéshez.